# Scrophularieae
Scrophularieae es una tribu con cuatro géneros de plantas de flores perteneciente a la familia Scrophulariaceae. 

## Géneros
- Oreosolen Hook. f.
- Nathaliella B. Fedtsch.
- Scrophularia L.
- Verbascum L.

- Datos: Q3476486
- Multimedia: Scrophularieae / Q3476486
- Especies: Scrophularieae